# Корах (недельная глава)

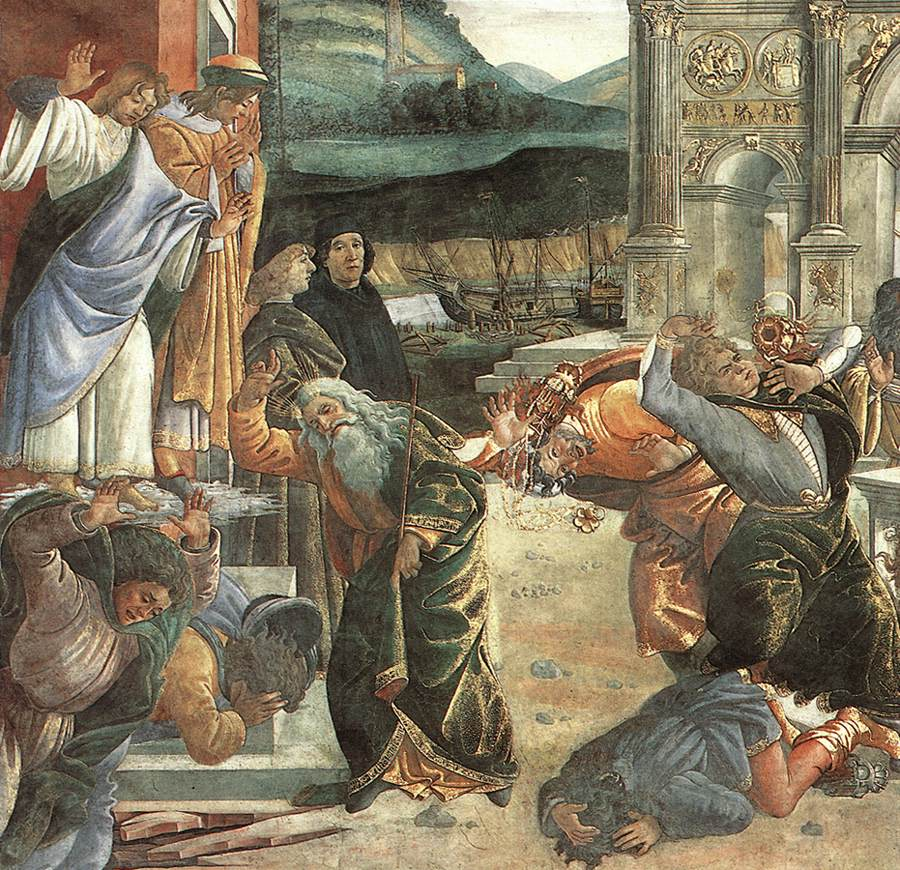
Наказание Короха. Картина Сандро Боттичелли.

Корах (ивр. קֹורַח‎) — одна из 54 недельных глав-отрывков, на которые разбит текст Пятикнижия (Хумаша). 38-й раздел Торы, 5-й раздел книги Чисел.

## Краткое содержание
Корах при содействии Датана и Авирама, давних врагов Моисея, поднимает бунт, оспаривая лидерство первопророка и первосвященство Аарона. К нему присоединяются 250 виднейших лидеров общины, которые делают священное воскурение, чтобы подтвердить свою пригодность к священнослужению. Земля разверзается и поглощает бунтовщиков, а небесный огонь сжигает их воскурения.
Среди евреев вслед за этим разражается эпидемия, унесшая 14700 жизней, которую Аарону удаётся остановить принесением воскурений. Посох Ааарона расцветает и приносит плоды миндаля в качестве чудесного знака о том, что его первосвященство предопределено Свыше. Всевышний даёт заповедь об отделении трумы от урожая зерна, вина и масла, а также первенцев скота в пользу коэнов.